# Stefan Peno
Stefan Peno, né le 3 août 1997 à Belgrade en Serbie, est un joueur serbe de basket-ball. Il évolue au poste de meneur.

## Biographie
Né d'un père serbe et d'une mère du Guyana, Stefan Peno débarque au FC Barcelone lors de la saison 2011-2012 en provenance de l'OKK Belgrade.
En 2012, Peno joue le championnat d'Europe des moins de 16 ans où la Serbie obtient la médaille de bronze. En 2013, il obtient la médaille d'argent dans la même compétition.
Lors du Championnat du monde des moins de 17 ans de 2014, Stefan Peno remporte la médaille de bronze avec la Serbie et termine en tête des meilleurs passeurs. La même année, il remporte la médaille d'argent lors du Championnat d'Europe des 18 ans et moins.
En 2014, il débute en Liga ACB avec Barcelone.
En août 2017, il est recruté par l'ALBA Berlin entraîné par Aíto García Reneses, mais Barcelone se réserve le droit de le récupérer. Le 2 février 2019, il se blesse grièvement au genou dans un match contre le Medi Bayreuth. Il ne revient qu'à la fin de la saison 2019-2020 et dispute 4 matchs de playoffs pour des moyennes de 4,8 points, 3,0 passes décisives et 1,5 rebond par match. Son équipe bat finalement Ludwigsbourg en finale et est sacrée championne d'Allemagne.
Au mois de juillet 2020, il reste en Allemagne en signant un nouveau contrat avec l'Alba Berlin. Il est prêté pour la saison au Rasta Vechta.

## Palmarès
- Vainqueur de la Coupe d'Allemagne 2020
- Champion d'Allemagne 2020